# Echium nervosum
Espèce
Echium nervosum est une plante de la famille des Boraginaceae endémique à l'archipel de Madère.

## Répartition
Zones côtières de Madère, de Porto Santo et des îles Desertas.
|                                |  |  |
| Ponta de São Lourenço à Madère |  |  |

## Description
Plante vivace ligneuse pouvant atteindre 1,5 m de hauteur.
|                              |  |  |
| Echium nervosum en floraison |  |  |